# Vestingwallen van Veere

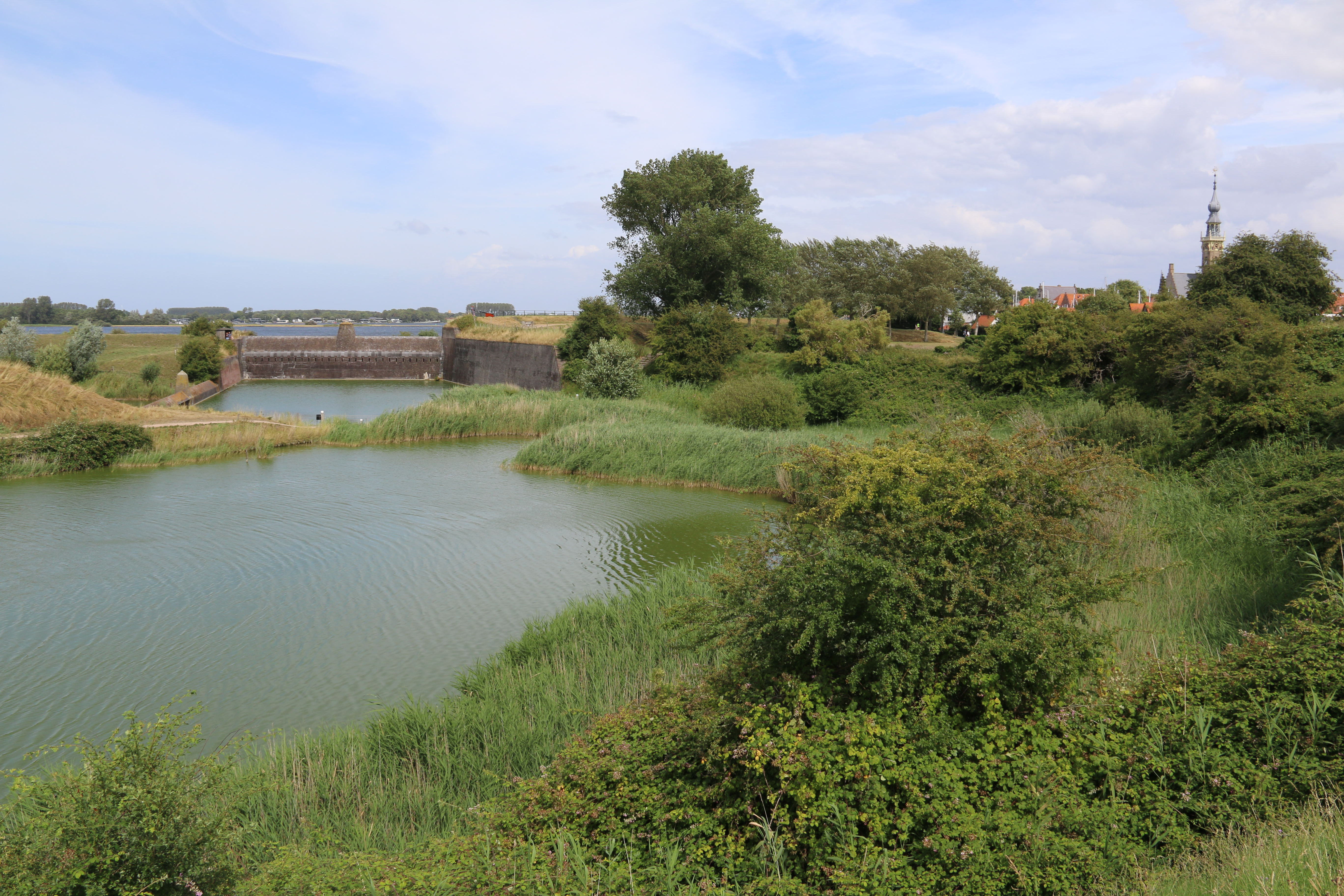
Vestingwallen van Veere

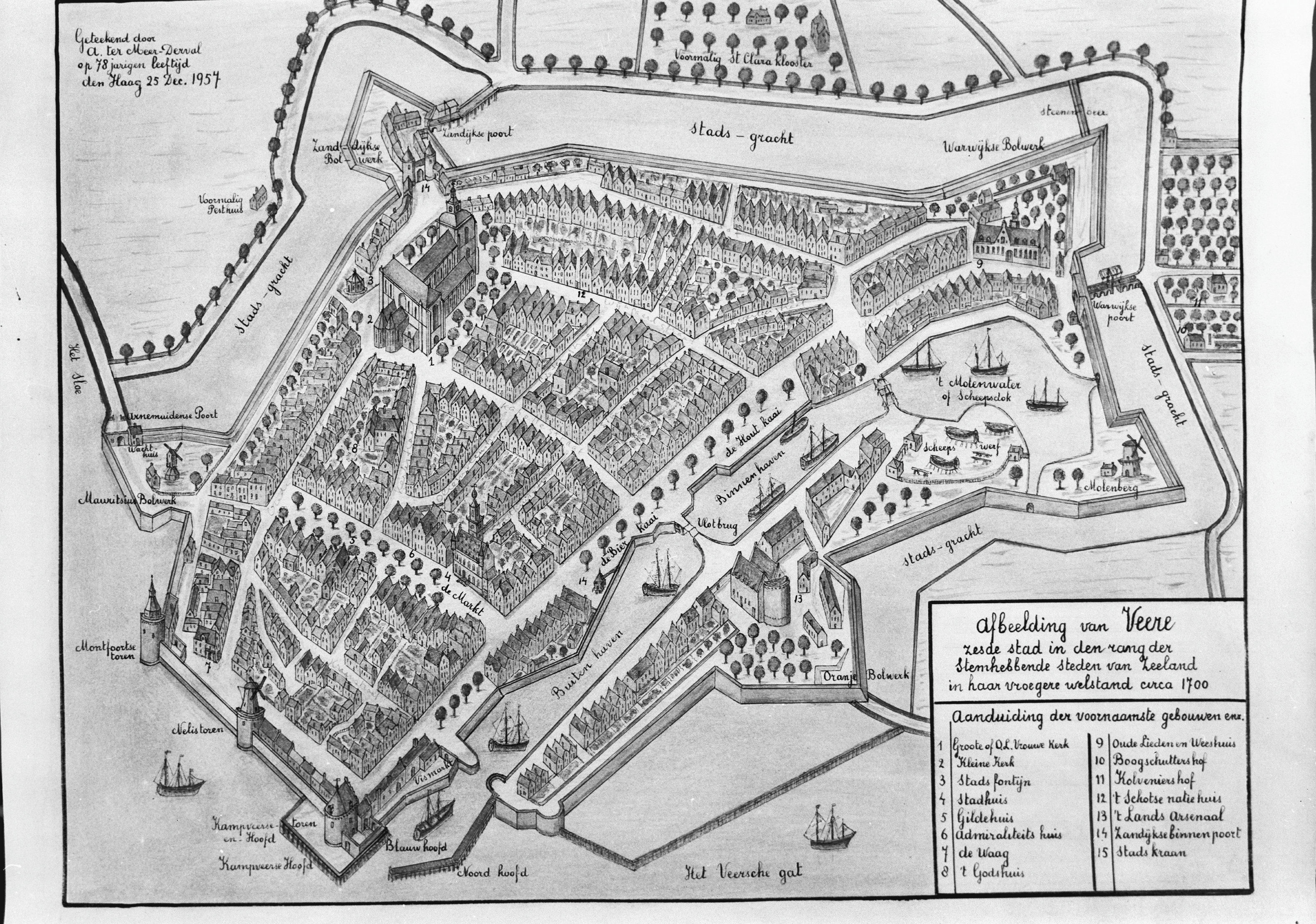
Plattegrond van Veere omstreeks 1700. Er zijn vijf bolwerken en aan de zeezijde een forse muur met drie torens. Helemaal rechts, bij de ingang van de haven, staat de Campveerse Toren en bij de brug in het midden van de haven staat het arsenaal.

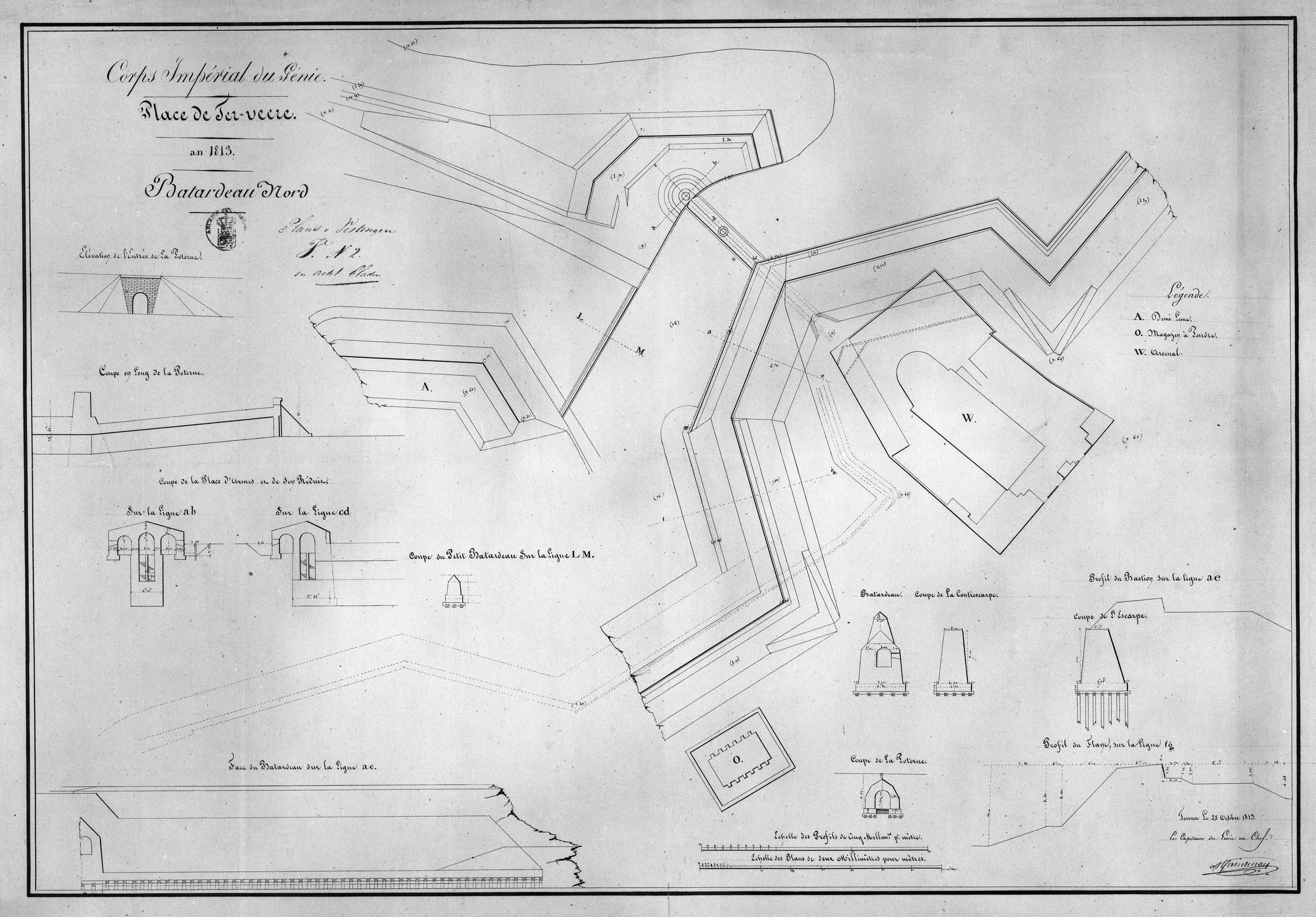
Tekening van 1813 voor de bouw van de stenen beer bij het Oranjebastion. De letter W staat bij het arsenaal.

De vestingwallen van Veere of stadswallen van Veere zijn de overblijfselen van de stadsversterkingen van de Zeeuwse stad Veere.
In de 13e eeuw ontstond bij kasteel Zandenburg een kleine vissersplaats. Het toenmalige Veerse Gat was een goede ligplaats voor schepen en Veere ontwikkelde zich tot handelsstad.
Tussen 1341 en 1348 kreeg Veere stadsrecht. Nog geen vijftig jaar later was Veere aan de landkant versterkt met muren, torens, poorten en grachten. Aan de zeezijde had de buitendijk ook de functie van verdedigingswal. De Campveerse Toren, gebouwd omstreeks 1500, maakte deel uit van deze stadsversterkingen. In 1506 of 1507 werd ten noorden van de Veerse haven, in een hoek van de stadsmuur, een rondeel met twee kruitkamers gebouwd.
In 1488 werd de Admiraliteit van Veere opgericht en lagen er regelmatig oorlogsschepen in de haven. De kanonnen en scheepsbenodigdheden lagen op diverse plaatsen in Veere opgeslagen. In 1565 gaf Filips II van Spanje opdracht een arsenaal te bouwen die omstreeks 1569 gereed kwam. Het arsenaal lag aan de achterzijde tegen het rondeel met de kruitkamers. Het gebouw was 41 meter lang en 19 meter breed, dit is exclusief het rondeel. Een muur in het midden verdeelde de ruimte in twee delen elk voorzien van een eigen trapgevel.
Op 1 april 1572 viel Den Briel in de handen van de watergeuzen en Veere koos voor Willem van Oranje. Na een invasie bij Breezand openen de Spanjaarden de aanval op de stad. De verdedigingswerken hielden stand, maar raakten wel zwaar beschadigd. De Spanjaarden werden uiteindelijk verdreven uit Walcheren.
In 1585 werden de stadsmuren afgebroken, deze boden onvoldoende bescherming aan de vuurkracht van modernere kanonnen. In de plaats kwamen wallen met vijf bastions, zoals het Oranjebolwerk in 1584 en het Molenbolwerk in 1600. Om het arsenaal beter te beschermen waren de wallen ter plaatse hoger uitgevoerd dan elders in de stad.
In 1671 namen de internationale spanningen weer toe. Na vele jaren van vrede was het onderhoud aan de vestingwerken verzaakt, ze lagen er slecht bij en het rondeel stond zelfs op instorten. Onder grote druk werden de verbetering van de vestingwerken aangepakt. Diverse bouwopdrachten werden verstrekt, maar geldgebrek belemmerde een vlotte uitvoering. In 1674 was de oorlog geëindigd en nam de noodzaak om verdere acties te nemen af. 
In 1808 laat Napoleon Bonaparte in Antwerpen een vloot bouwen voor een mogelijke invasie van Engeland. Om dit te voorkomen, stuurde Engeland eind juli een grote vloot naar Zeeland. Soldaten werden bij Breezand aan land gezet en een deel hiervan rukte op naar Veere. Op 31 juli werd de eerste aanval van de Engelsen over land afgeslagen. Op 1 augustus 1808 beschoot een grote Engelse vloot Veere, de schade was enorm en tegen de avond capituleerde de stad. De Engelse soldaten namen de stad in waarna het garnizoen krijgsgevangen werd gemaakt en naar Engeland afgevoerd. De Onze-Lieve-Vrouwekerk werd na de overgave door de Engelsen gebruikt als kazerne en hospitaal.
Na het vertrek van de Engelsen werd Walcheren op 27 december 1809 ingelijfd bij Frankrijk. Napoleon drong aan op de versterking van Vlissingen en Veere. Tijdens de Franse bezetting (1810-1813) werden de vestingwerken van Veere aangepast aan de nieuwste ideeën. Er werd een enveloppe aangelegd, dat bestond uit vijf bastions verbonden door wallen. Dit was een flinke uitbreiding waarvoor ook Spaanse krijgsgevangen werden ingezet. Bij deze werkzaamheden werd een stenen beer gemaakt, deze scheidt de vestinggracht van het zeewater. Het is een overdekte doorgang (poterne) met schietsleuven (embrasures). In de stad verbouwden de Fransen de kerk tot paardenstal en hospitaal. De vele Franse soldaten die in Veere zijn gestorven, liggen begraven in de nabijgelegen Kattepolder.
De vestingwerken waren in 1811 door de Fransen geconfisqueerd. Na hun vertrek werd het Rijkseigendom, onder toezicht van de genie, en had Veere er veel minder invloed op. In 1851 en 1859 werden nog plannen gemaakt om de verdedigingswerken te verbeteren, maar deze zijn slechts deels uitgevoerd. Bij Koninklijk besluit van 24 november 1861 werd het garnizoen van Veere opgeheven. Nog geen zes maanden later werd een plan gemaakt om de wallen af te graven voor rekening van Veere. Veere deed een bod op de wallen in de bestaande toestand, de staat stemde in en op 25 december 1870 vond de overdracht plaats. Veere betaalde 736,44 gulden.
Het noordelijke deel van de vestingwerken is behouden, maar de bastions aan de zuidzijde zijn omstreeks 1869 verdwenen. Op verzoek van Veere werd het kanaal door Walcheren in noordelijke richting langs de plaats geleid en de bastions moesten hiervoor wijken. In 1885 werd het arsenaal verkocht en gesloopt. Een deel van de wallen in het zuidwesten van de stad verdween in 1912 toen de gemeenteraad toestemming gaf voor de aanleg van een boomgaard.
Van de vestingtorens is alleen de Campveerse toren, met daaronder de Koe- of Bankpoort, behouden. Over de wallen is een wandelroute uitgezet.

## Galerij

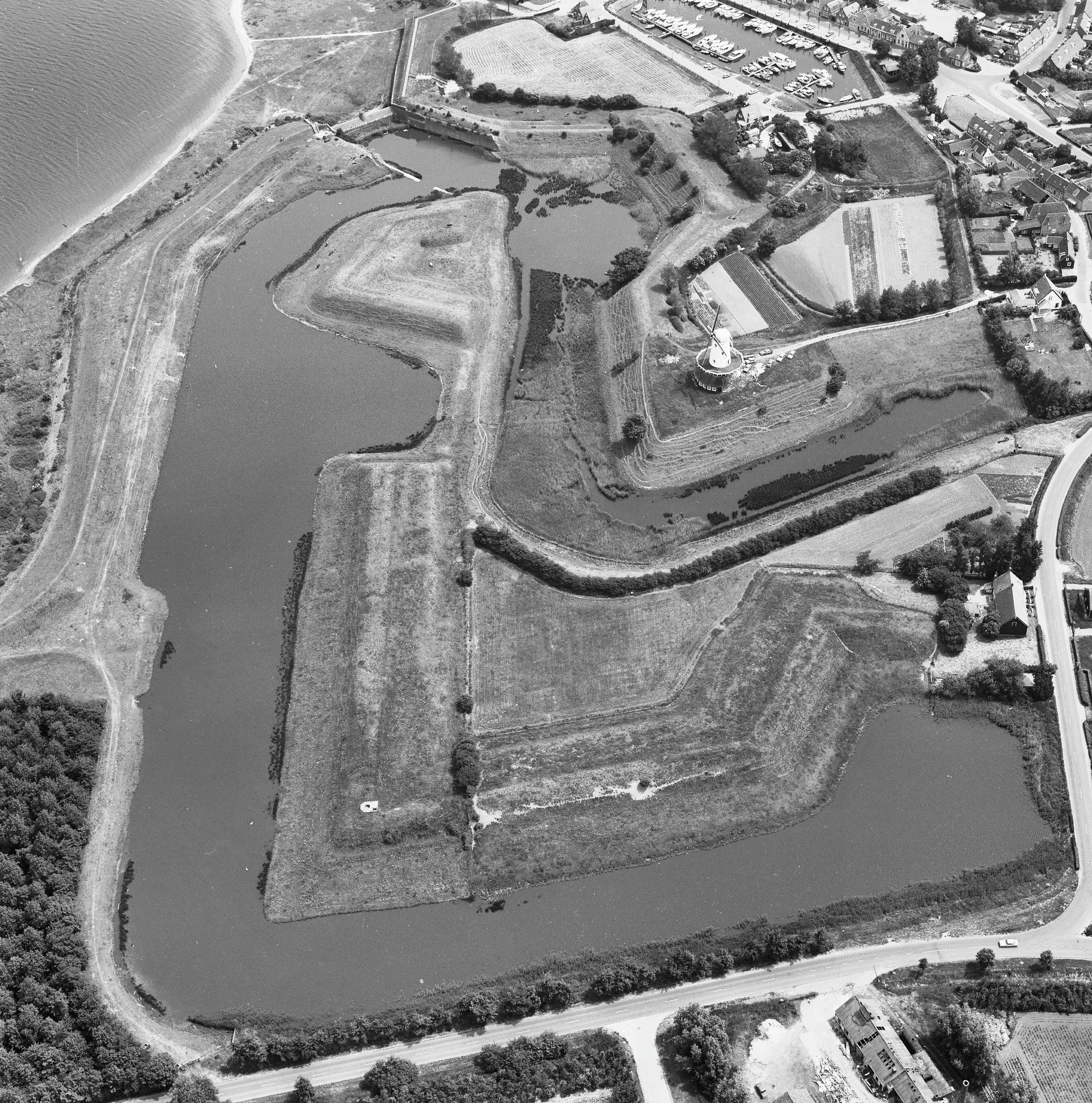
Luchtfoto westzijde van Veere met molen "De Koe" op een bastion
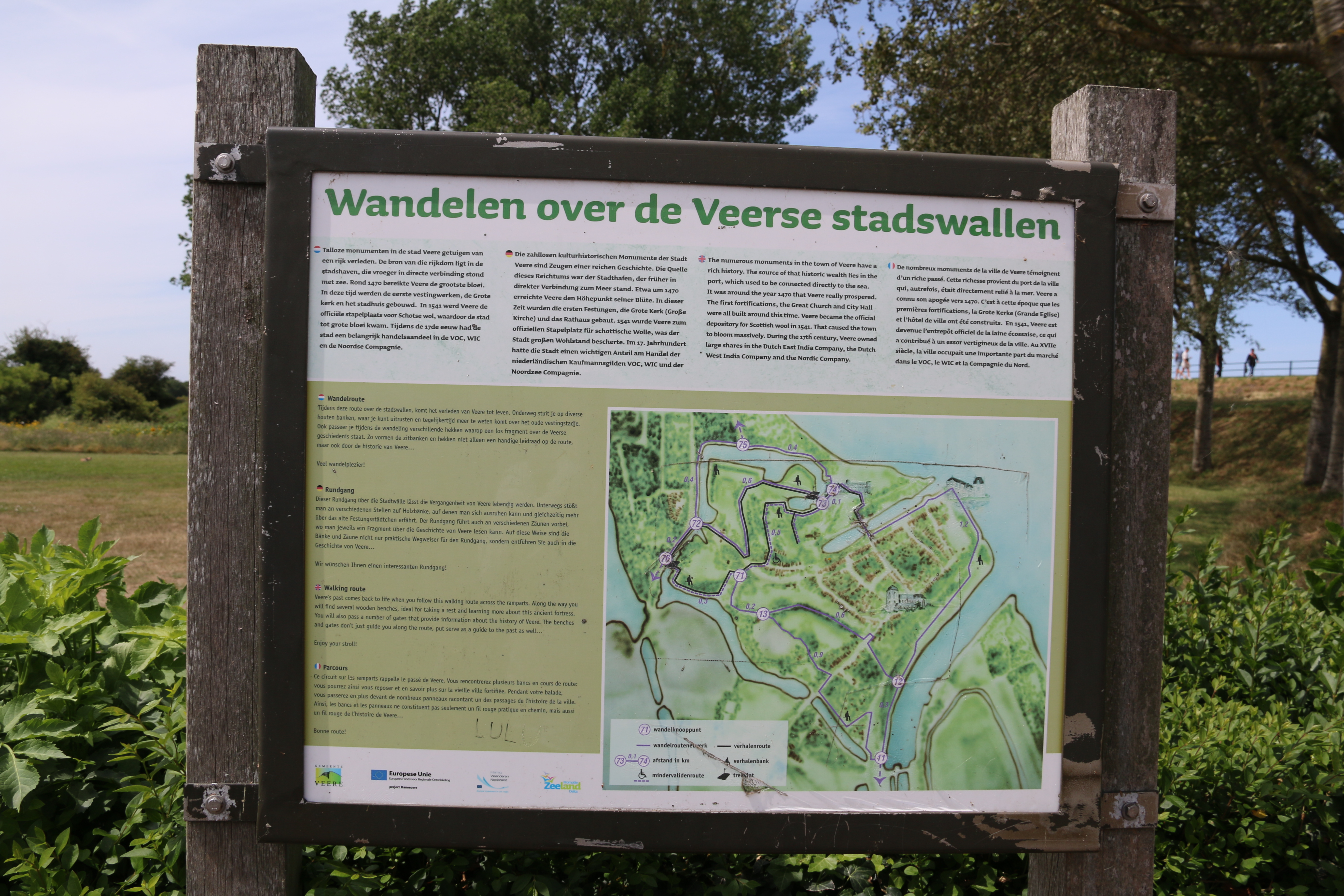
Kaart met looproute en toelichting
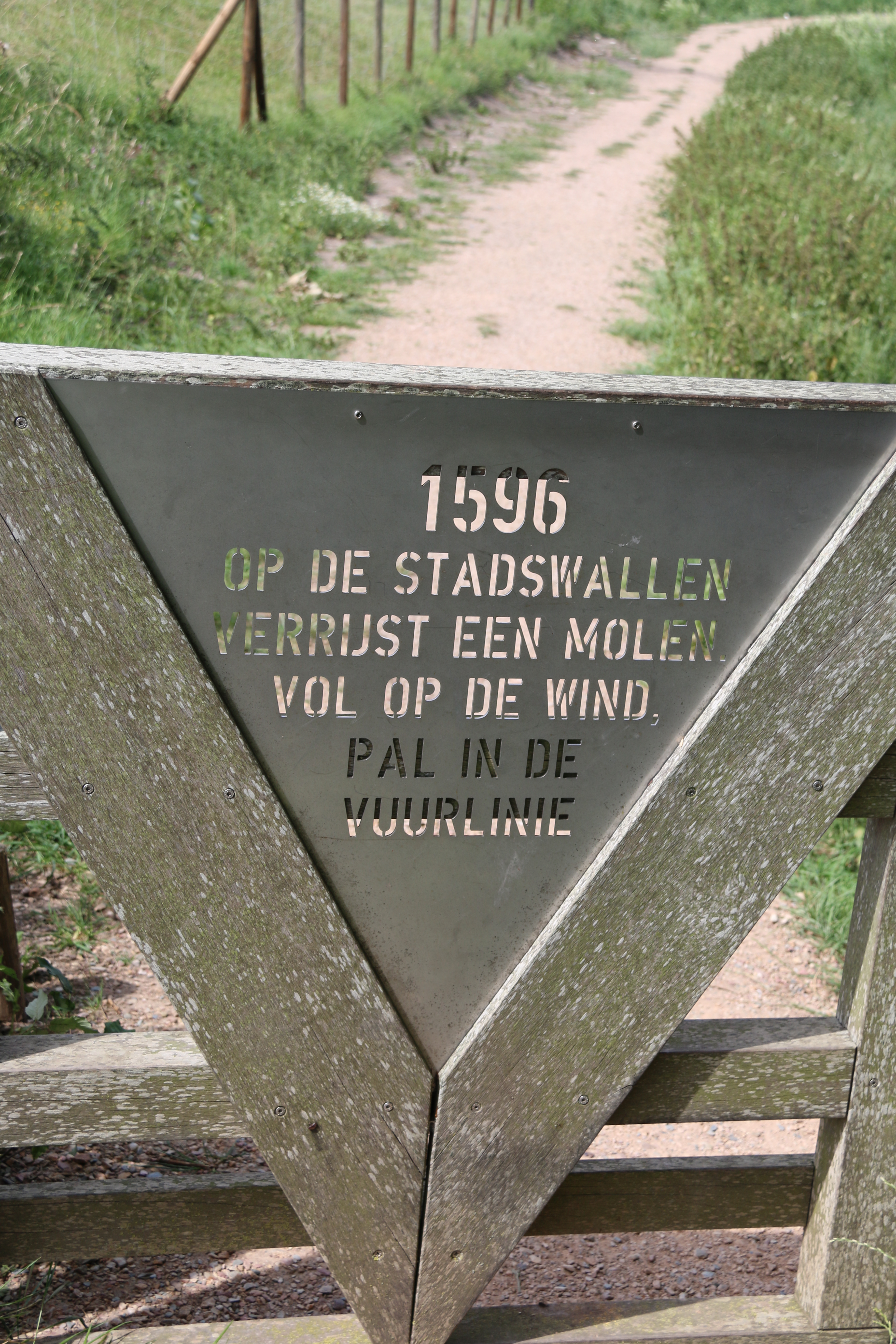
Hekwerk
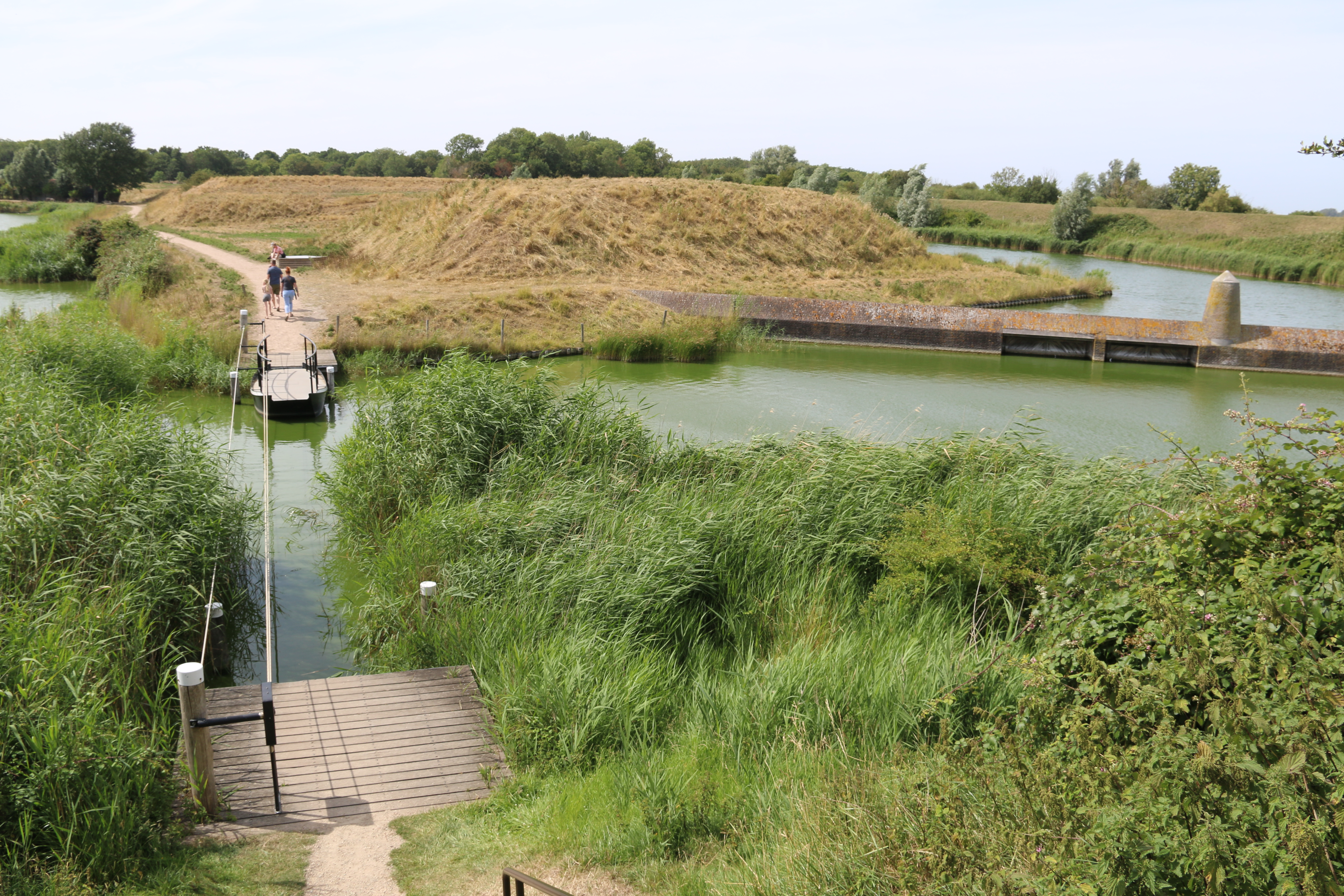
Veer en rechts een beer tussen de binnen- en buitengracht
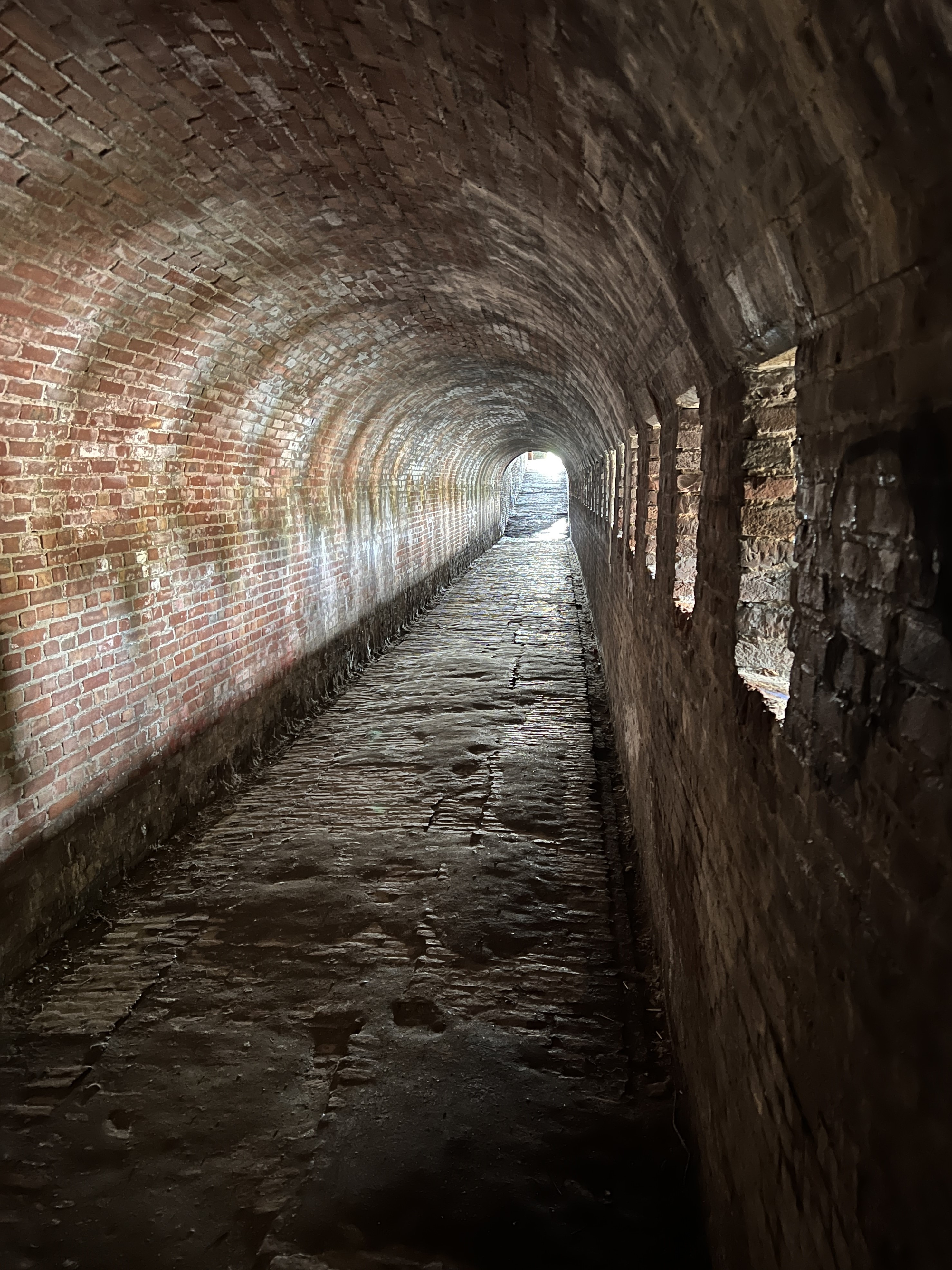
Interieur van de holle stenen beer
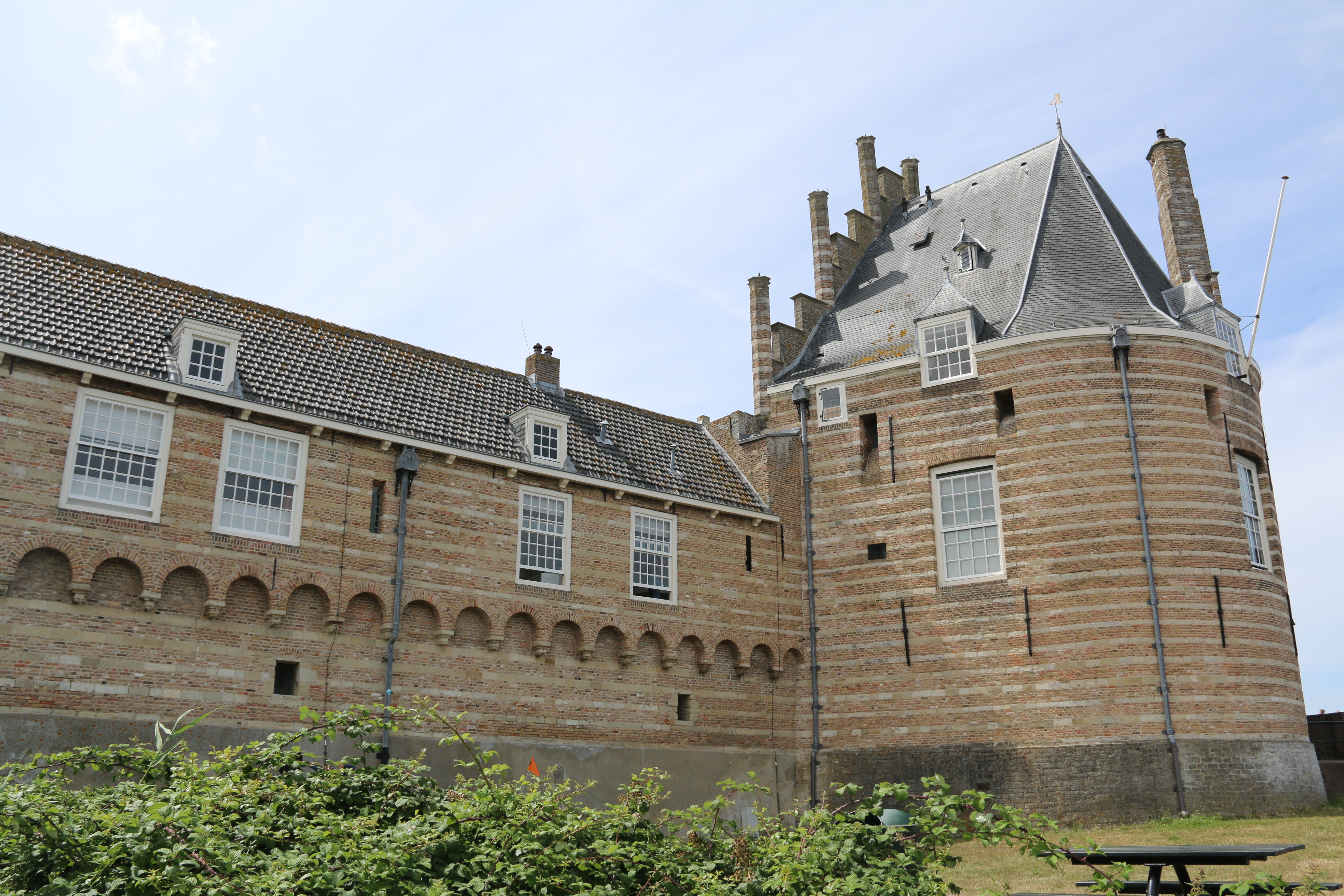
Campveerse toren